# Bågtjärnskogen
Bågtjärnskogen är ett naturreservat i Sollefteå kommun i Västernorrlands län.
Området är naturskyddat sedan 2016 och är 43 hektar stort. Reservatet består mest av brandpräglad talldominerad barrskog. I dess centrala del rinner Bågtjärnbäcken där det också finns mindre partier med granskog och en del lövträd.